# Pelecorhynchus nigripennis
Pelecorhynchus nigripennis är en tvåvingeart som beskrevs av Ricardo 1910. Pelecorhynchus nigripennis ingår i släktet Pelecorhynchus och familjen Pelecorhynchidae. Inga underarter finns listade i Catalogue of Life.